# Scutellidium armatus
Scutellidium armatus is een eenoogkreeftjessoort uit de familie van de Tisbidae. De wetenschappelijke naam van de soort is voor het eerst geldig gepubliceerd in 1964 door Wiborg.